# 留学ジャーナル
株式会社留学ジャーナル（りゅうがくジャーナル）は1971年創業の留学エージェントで、留学情報の提供、留学諸手続きの代行、留学情報誌「留学ジャーナル」の発行などを主な事業としている。KDDIグループに属し、留学エージェントとしては日本最大級の企業。これまでに20万人以上の留学生を海外に送り出している。

## 概要
創業から50年以上の歴史を持つ。各国大使館と幅広い協力関係にあり、年2回行われる留学フェアでは、大使館の後援や賛同を得て30回を超える開催実績を誇る。大学院留学、大学留学、短期留学、語学留学、専門留学、ワーキングホリデーなど留学全般を扱う。小学生から中学・高校生、大学生、社会人まで幅広い世代を対象に、英語圏を中心とした世界11ヵ国への留学をサポート。全国5都市を拠点に、留学セミナーの開催、留学カウンセリング、滞在先の手配や渡航手続き、滞在中から帰国までの各種サービスを展開している。

## 登録・認証
- 登録 - 観光庁長官登録旅行業第1695号
- 認証 - 一般社団法人留学サービス審査機構（J-CROSS）

## 加盟団体
- 一般社団法人日本旅行業協会（JATA）正会員
- 一般社団法人海外留学協議会（JAOS）正会員
- NAFSA Association of International Educators会員
- 特定非営利活動法人国際教育交流協議会（JAFSA）賛助会員

## 関連会社
- KDDI株式会社
- 株式会社イーオン
- 株式会社アミティー
- 株式会社mpi松香フォニックス
- 株式会社ハオ中国語アカデミー
- 株式会社インターカルト日本語学校

## 沿革
- 1971年 - 前身のICS国際文化教育センターが留学相談を開始
- 1980年 - National Association of Foreign Student Advisors（NAFSA）会員となる
- 1983年 - 留学情報誌「留学ジャーナル」創刊
- 1985年 - 米国北西部大学連盟、日本代表に任命
- 1987年 - 名古屋留学ジャーナルカウンセリングセンター開設
- 1988年 - 大阪留学ジャーナルカウンセリングセンター開設
- 1989年 - 福岡留学ジャーナルカウンセリングセンター開設
- 1992年 - 留学生のための24時間緊急電話サービス「ICSスチューデントアシスト」(現:留学ジャーナルスチューデントプロテクション)開始
- 2002年 - 「留学ジャーナル｣創刊20周年号発売
- 2003年 - 株式会社イーオンの出資により株式会社留学ジャーナルを設立
- 2010年 - 留学費用（前受金）分別管理のための信託保全制度を導入
- 2011年 - 「ST Star Awards」アジア最優秀留学エージェント受賞
- 2012年
  - 中学・高校生の留学を支援する雑誌「中学・高校留学徹底ガイド」発行
  - 留学事業者に対する第三者審査機関「留学サービス審査機構」(通称・J-CROSS)認証事業者になる
- 2013年
  - 2011年に続き「ST Star Awards」アジア最優秀留学エージェント受賞
  - 雑誌『留学ジャーナル』創刊30周年号発行
- 2014年
  - グローバル人材育成研修ツアー「Tour-G5 in カンボジア」実施
  - 『家族のための海外留学読本』発行
- 2016年
  - 広島留学ジャーナルカウンセリングセンター開設
  - 「ST Star Awards」アジア最優秀留学エージェント受賞
- 2018年
  - (株)イーオンホールディングスの株主異動によりKDDIグループに参画
  - 雑誌『留学ジャーナル』創刊35周年

- 2021年
  - 創業50周年を記念し、留学応援企画プロジェクトを実施
  - 広島留学ジャーナルカウンセリングセンターの業務を大阪留学ジャーナルカウンセリングセンターに移管
  - 福岡留学ジャーナルカウンセリングセンター移転
  - 名古屋留学ジャーナルカウンセリングセンター移転
  - 「ST Star Awards」アジア最優秀留学エージェント受賞

## 受賞など
イギリスStudy Travel社発行の留学業界誌『Study Travel Magazine』主催のアワード「StudyTravel Star Awards」で15年連続、アジアの優秀留学エージェントに選出。2011年、2013年、2016年に加えて、2021年に4回目となるアジア最優秀エージェントに選ばれている。

## 主な出版物
- 留学ジャーナル（季刊）3月、6月、9月、12月の16日発売
- 学生・社会人のための大学・大学院留学徹底ガイド
- 小学生・中学生・高校生のための海外留学ガイド

## 留学ジャーナルカウンセリングセンター
- 東京都新宿区信濃町34 JR信濃町ビル6F
- 名古屋市中村区名駅南4-12-22イーオン中部本校ビル
- 大阪府大阪市北区梅田1-11-4 大阪駅前第4ビル21F
- 福岡市中央区天神1-9-17福岡天神フコク生命ビル15F